# Zabierzów Bocheński (gmina)

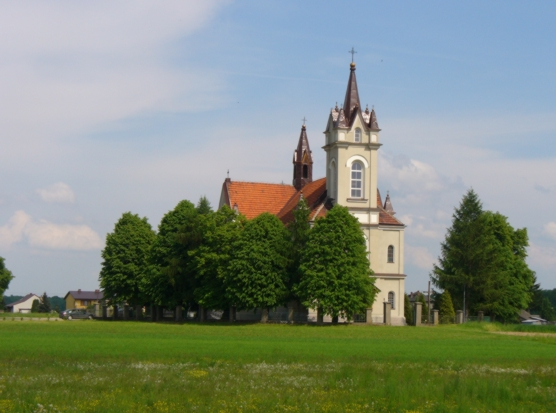
Kościół w Zabierzowie Bocheńskim

Zabierzów Bocheński – dawna gmina wiejska istniejąca w latach 1934–1954 i 1973–1976 w woj. krakowskim (dzisiejsze woj. małopolskie). Siedzibą władz gminy był Zabierzów (Bocheński).
Gmina zbiorowa Zabierzów Bocheński została utworzona 1 sierpnia 1934 roku w powiecie bocheńskim w woj. krakowskim z dotychczasowych jednostkowych gmin wiejskich: Chobot, Wola Batorska, Wola Zabierzowska i Zabierzów (Bocheński).
Podczas II wojny światowej zniesiona i po połączeniu z gminą Targowisko przekształcona w gminę Niepołomice.
Po wojnie przywrócona w oryginalnym składzie. Według stanu z 1 lipca 1952 roku gmina Zabierzów Bocheński składała się z 4 gromad: Chobot, Wola Batorska, Wola Zabierzowska i Zabierzów Bocheński. Gmina została zniesiona 29 września 1954 roku wraz z reformą wprowadzającą gromady w miejsce gmin. 
Gminę Zabierzów Bocheński reaktywowano w dniu 1 stycznia 1973 roku w tymże powiecie i województwie. 1 czerwca 1975 gmina znalazła się w nowo utworzonym woj. miejskim krakowskim. 15 stycznia 1976 roku jednostka została zniesiona, a z jej obszaru oraz ze znoszonej gminy Podłęże utworzono nową gminę Niepołomice.